# Ulvophyceae
Az Ulvophyceae a valódi zöldmoszatok (Chlorophyta) osztálya, fajait jellemzően ultraszerkezeti morfológia, életciklus és molekuláris filogenetikai adatok alapján különböztetik meg. Névadója, az Ulva ide tartozik, további ismert nemzetségei a Caulerpa, a Codium, az Acetabularia, a Cladophora, a Trentepohlia és a Monostroma.
Morfológia és élőhely tekintetében sokszínű, legtöbb faja tengeri, mások, például a Rhizoclonium, a Pithophora és egyes Cladophora-fajok édesvíziek, és egyes helyeken gyomnövények.

## Történet
1984-ben hozta létre K. R. Mattox és K. D. Stewart.
2005-ben Adl et al. lehetséges parafiletikus csoportként, 2019-ben parafiletikus csoportként írta le. 884 magi génen alapuló 2022-es kutatások megerősítették, hogy az Ulvophyceae sensu lato a Chlorophyceae ősét is tartalmazhatta, mivel a Bryopsidales a Chlorophyceae testvércsoportja, azonban az Ulvophyceae sensu stricto, melybe a Bryopsidales nem tartozik, monofiletikusnak bizonyult, és az Oltmannsiellopsis az Ulvales és az Ulotrichales kládjának testvércsoportja.

## Evolúció
Feltehetően a késő neoproterozoikumban jelent meg és diverzifikálódott, de akár a mezoproterozoikumban is megjelenhetett. Bár az Ulvophyceae és a legtöbb mai makroalga tengeri, ősi fajai édesvízi egysejtű zöldmoszatok lehettek. Molekuláris filogenetikai adatok alapján számos többször egymástól függetlenül jelent meg a makroszkopikus növekedés az Ulvales-Ulotrichales, a Trentepohliales, a Cladophorales, a Bryopsidales és a Dasycladales kládokban. Legkorábbi ismert lehetséges képviselője az észak-kínai Proterocladus antiquus a mezoproterozoikum-neoproterozoikum határból, ezenkívül ismert a középső neoproterozoikumi – mintegy 750 millió éves – Proterocladus major is.
Egyes citológiai jellemzői, például a mitózis és a citokinézis kevésbé állandósult, például a Cladophoralesben és a Trentepohlialesben alapjaiban eltérő módon történik a legtöbb valódi zöldmoszathoz képest: például utóbbiban fragmoplaszttal történik.

## Ökológia
Egyes fajai, például a Pseudocladophora conchopheria kagylók epizoonjai, az Annulotesta cochlephila a Clausiliida epizoonjai. Az Ostreobium és a Phaeophila korallszimbionta.
Az Ulva californica invazív, marikultúra és ballasztvízkiöntés hatására könnyen elterjed.

## Morfológia
Nincs jelentős szünapomorfiája a csoportnak.

### Sejt
Úszó sejtjein 1 vagy 2 masztigonéma nélküli pikkelyes és rizoplasztos ostorpár lehet, alapi teste 4 egymást keresztező mikrotubulus-gyökérrel rendelkezik, kisebb gyökerei két különböző méretben fordulhatnak elő. Sejtfala többé-kevésbé meszesül.

### Szervezet
Ostor nélküli kokkoid egysejtűektől fonalas vagy akár lemezes élőlényekig terjed szerveződése. Hajtása lehet elágazó vagy el nem ágazó, mono- vagy distromás lemez vagy összetömörült csövekből álló párna.
Az egysejtű→sejttársulás→többsejtű átalakulás legalább egyszer bekövetkezett az Ulvophyceaeben.

## Életciklus
Sejtosztódása barázdálódással történik, mitózisorsója zárt, középen van, és állandó. Nincs fikoplasztja. Haplodiplonta életciklusa lehet izo- vagy heteromorf.

## Genetika

### ptDNS
Az Ulvophyceae rendjei ptDNS-e közt jelentős a különbség: a Dasycladalesben több mint 1 Mbp hosszú, ismétlődésekben gazdag a plasztiszgenom, míg a Chladophoralesben egyszálú hajtűkromoszómákból áll, és töredezett. Az Ulvophyceae sensu stricto rendelkezik nagy fordított ismétlődéssel (LIR), míg a Bryopsidales nem.
Az Ulva californica ptDNS-ét 2022-ben szekvenálták, 96 génjéből 68 fehérje-, 26 tRNS- és 2 rRNS-kódoló, hossza 92 126 bp, GC-tartalma a legtöbb Ulva-fajhoz hasonló, 24,7%.

### DNS-módosulás
A stop-szenz kodon átalakulás legalább 3 független alkalommal jelent meg az osztályban: egyszer a Trentepohliales+Cladophorales+Blastophysa kládban a TAR Stop→Gln jelentésváltozásával, egyszer a Dasycladalesben a TAG Stop→Gln jelentésváltozásával, és egyszer a Scotinosphaeralesben a TAG Stop→Ser jelentésváltozásával.

## Filogenetika
Az Ulvophyceae kládjai kapcsolatairól szóló 2013-as hipotézis:
|  | Cladophorales                                                 |
|  |                                                               |
|  | Blastophysa                                                   |
|  |                                                               |
|  | \| \| Dasycladales \| \| \| \| \| \| Bryopsidales \| \| \| \| |
|  |                                                               |
|  | Trentepohliales                                               |
|  |                                                               |
|  | Dasycladales                                                  |
|  |                                                               |
|  | Bryopsidales                                                  |
|  |                                                               |

|  | Dasycladales |
|  |              |
|  | Bryopsidales |
|  |              |

|  | Cladophorales                                                 |
|  |                                                               |
|  | Blastophysa                                                   |
|  |                                                               |
|  | \| \| Dasycladales \| \| \| \| \| \| Bryopsidales \| \| \| \| |
|  |                                                               |
|  | Trentepohliales                                               |
|  |                                                               |
|  | Dasycladales                                                  |
|  |                                                               |
|  | Bryopsidales                                                  |
|  |                                                               |

|  | Dasycladales |
|  |              |
|  | Bryopsidales |
|  |              |

|  | \| \| Ulvales \| \| \| \| \| \| Phaeophila, Bolbocoleon \| \| \| \| |
|  |                                                                     |
|  | Ulotrichales                                                        |
|  |                                                                     |
|  | Desmochloris, Halochlorococcum                                      |
|  |                                                                     |
|  | Ulvales                                                             |
|  |                                                                     |
|  | Phaeophila, Bolbocoleon                                             |
|  |                                                                     |

|  | Ulvales                 |
|  |                         |
|  | Phaeophila, Bolbocoleon |
|  |                         |

|  | Cladophorales                                                 |
|  |                                                               |
|  | Blastophysa                                                   |
|  |                                                               |
|  | \| \| Dasycladales \| \| \| \| \| \| Bryopsidales \| \| \| \| |
|  |                                                               |
|  | Trentepohliales                                               |
|  |                                                               |
|  | Dasycladales                                                  |
|  |                                                               |
|  | Bryopsidales                                                  |
|  |                                                               |

|  | Dasycladales |
|  |              |
|  | Bryopsidales |
|  |              |

|  | Cladophorales                                                 |
|  |                                                               |
|  | Blastophysa                                                   |
|  |                                                               |
|  | \| \| Dasycladales \| \| \| \| \| \| Bryopsidales \| \| \| \| |
|  |                                                               |
|  | Trentepohliales                                               |
|  |                                                               |
|  | Dasycladales                                                  |
|  |                                                               |
|  | Bryopsidales                                                  |
|  |                                                               |

|  | Dasycladales |
|  |              |
|  | Bryopsidales |
|  |              |

|  | \| \| Ulvales \| \| \| \| \| \| Phaeophila, Bolbocoleon \| \| \| \| |
|  |                                                                     |
|  | Ulotrichales                                                        |
|  |                                                                     |
|  | Desmochloris, Halochlorococcum                                      |
|  |                                                                     |
|  | Ulvales                                                             |
|  |                                                                     |
|  | Phaeophila, Bolbocoleon                                             |
|  |                                                                     |

|  | Ulvales                 |
|  |                         |
|  | Phaeophila, Bolbocoleon |
|  |                         |

|  | Cladophorales                                                 |
|  |                                                               |
|  | Blastophysa                                                   |
|  |                                                               |
|  | \| \| Dasycladales \| \| \| \| \| \| Bryopsidales \| \| \| \| |
|  |                                                               |
|  | Trentepohliales                                               |
|  |                                                               |
|  | Dasycladales                                                  |
|  |                                                               |
|  | Bryopsidales                                                  |
|  |                                                               |

|  | Dasycladales |
|  |              |
|  | Bryopsidales |
|  |              |

|  | Cladophorales                                                 |
|  |                                                               |
|  | Blastophysa                                                   |
|  |                                                               |
|  | \| \| Dasycladales \| \| \| \| \| \| Bryopsidales \| \| \| \| |
|  |                                                               |
|  | Trentepohliales                                               |
|  |                                                               |
|  | Dasycladales                                                  |
|  |                                                               |
|  | Bryopsidales                                                  |
|  |                                                               |

|  | Dasycladales |
|  |              |
|  | Bryopsidales |
|  |              |

|  | \| \| Ulvales \| \| \| \| \| \| Phaeophila, Bolbocoleon \| \| \| \| |
|  |                                                                     |
|  | Ulotrichales                                                        |
|  |                                                                     |
|  | Desmochloris, Halochlorococcum                                      |
|  |                                                                     |
|  | Ulvales                                                             |
|  |                                                                     |
|  | Phaeophila, Bolbocoleon                                             |
|  |                                                                     |

|  | Ulvales                 |
|  |                         |
|  | Phaeophila, Bolbocoleon |
|  |                         |

|  | Cladophorales                                                 |
|  |                                                               |
|  | Blastophysa                                                   |
|  |                                                               |
|  | \| \| Dasycladales \| \| \| \| \| \| Bryopsidales \| \| \| \| |
|  |                                                               |
|  | Trentepohliales                                               |
|  |                                                               |
|  | Dasycladales                                                  |
|  |                                                               |
|  | Bryopsidales                                                  |
|  |                                                               |

|  | Dasycladales |
|  |              |
|  | Bryopsidales |
|  |              |

|  | Cladophorales                                                 |
|  |                                                               |
|  | Blastophysa                                                   |
|  |                                                               |
|  | \| \| Dasycladales \| \| \| \| \| \| Bryopsidales \| \| \| \| |
|  |                                                               |
|  | Trentepohliales                                               |
|  |                                                               |
|  | Dasycladales                                                  |
|  |                                                               |
|  | Bryopsidales                                                  |
|  |                                                               |

|  | Dasycladales |
|  |              |
|  | Bryopsidales |
|  |              |

|  | \| \| Ulvales \| \| \| \| \| \| Phaeophila, Bolbocoleon \| \| \| \| |
|  |                                                                     |
|  | Ulotrichales                                                        |
|  |                                                                     |
|  | Desmochloris, Halochlorococcum                                      |
|  |                                                                     |
|  | Ulvales                                                             |
|  |                                                                     |
|  | Phaeophila, Bolbocoleon                                             |
|  |                                                                     |

|  | Ulvales                 |
|  |                         |
|  | Phaeophila, Bolbocoleon |
|  |                         |

Az Oltmannsiellopsis Ulvophyceaebe sorolása vitatott volt, azonban a Bryopsidales a Chlorophyceae testvércsoportja, így azzal együtt az Ulvophyceae nem alkot kládot, nélküle viszont igen.

## Jelentőség
A morfogenezis tanulmányozására használható lehetséges modellszervezeteket tartalmaz egyszerű morfológiájuk, rövid életciklusuk és genomjuk miatt.

## Fordítás
Ez a szócikk részben vagy egészben  az   Ulvophyceae című angol Wikipédia-szócikk ezen változatának fordításán alapul.  Az eredeti cikk szerkesztőit annak laptörténete sorolja fel. Ez a jelzés csupán a megfogalmazás eredetét és a szerzői jogokat jelzi, nem szolgál a cikkben szereplő információk forrásmegjelöléseként.